# 水野元宣

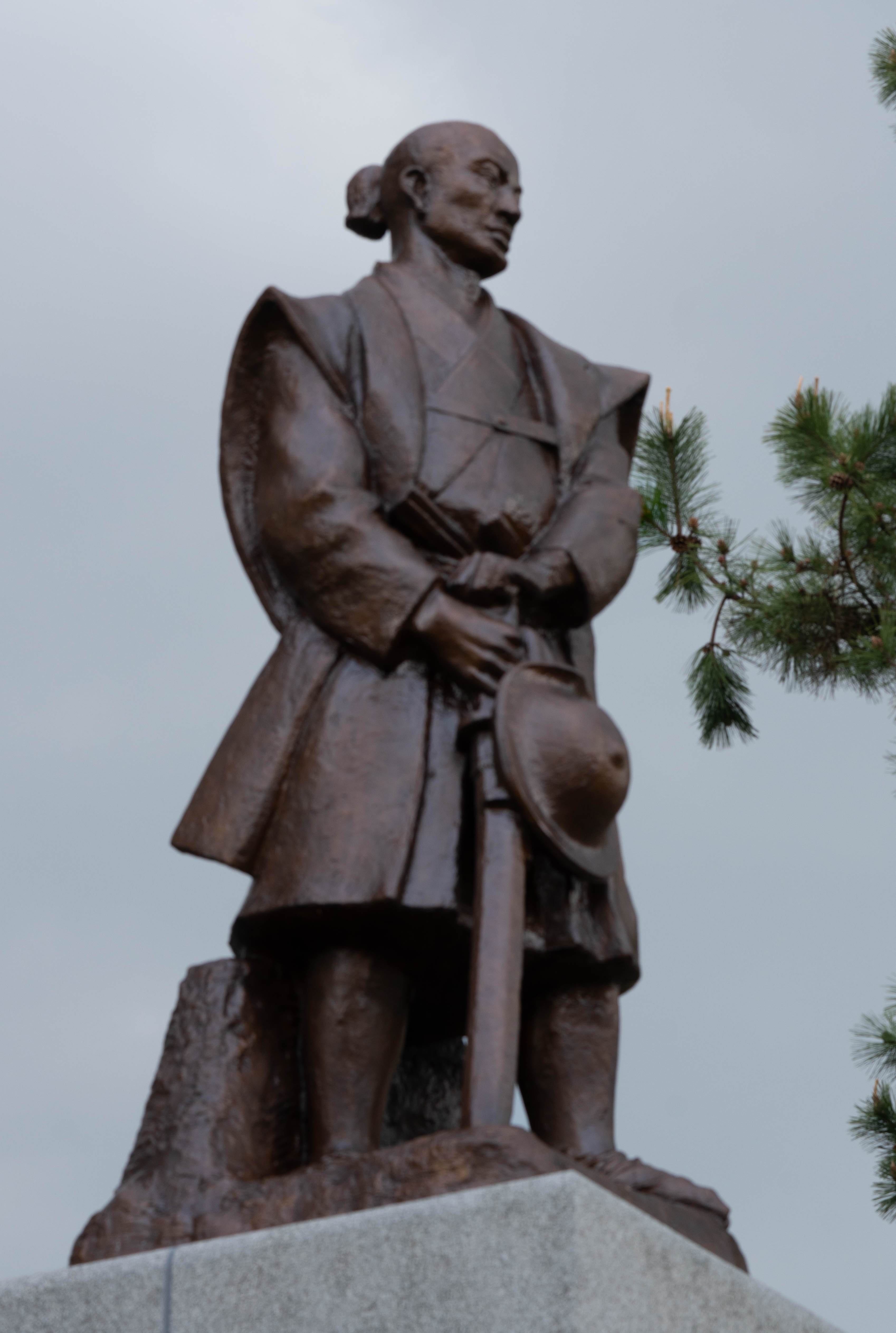
2022年3月21日に旧水野家藩士の会、子孫、市民の寄付によって再建された水野三郎衛門元宣銅像山形市豊烈神社内に建つ

水野 元宣（みずの もとのぶ、天保14年9月22日（1843年10月15日） - 明治2年5月20日（1869年6月29日）は、幕末から明治維新の山形藩（いまの山形市にあたる）の筆頭家老として国元を預かる。通称は三郎右衛門。幼名は亀太郎。

## 生涯
水野忠元の弟水野守信の子孫。忠元の子孫が藩主、そして弟の守信の子孫が国元を預かる慣例となっていた。遠江国浜松に生まれる。父は水野元永。
天保の改革に失敗した幕府老中首座の水野忠邦が失脚し、弘化3年（1846年）に新たな主君の水野忠精が移封となり、浜松から山形に移住した。ちなみに忠精はその後、寺社奉行、若年寄、外国奉行などを経て元治元年(1864年)に父水野忠邦に続き親子2代に亘り幕府老中首座となる。
同年元宣の父、水野元永は特段の咎めがないにも係わらずお役御免蟄居を言い渡され、筆頭家老を退く。元宣が家督相続するとともに、家老に昇格。さらに慶応元年（1861年）に筆頭家老に就任した。
その僅か2年後に、藩主忠精は将軍家茂の突然の逝去に合わせて老中を罷免され、さらには隠居を申し付けられたため、僅か10歳の水野忠弘が新しい山形水野藩主となる。忠精・忠弘親子は元老中首座という立場から警戒されることとなり、朝廷を味方に取り込んだ薩長主体の新政府に勤王を誓約させられ、京都に軟禁状態で留めおかれた。
この難局に元宣が藩主父子に代わり、重臣らとともに国許を取り仕切ることとなった。当初、藩主の指示にしたがい、佐幕派が多かった藩論をまとめ上げて、新政府側奥羽鎮撫総督の命のもと庄内藩攻略（庄内戊辰戦争春の陣）に加わったが、藩論は庄内藩への同情論も多く、元宣は庄内藩に対して新政府に加わって攻撃に加わることが本意ではない事を内通しつつも、新政府側の強硬な圧力で戦には加わらざるを得ず、戦力豊富で勇猛な庄内藩に圧倒され、早期に撤退を決断し山形市に庄内藩が進軍することを防いだ。
この間、奥羽各藩は会津、庄内への寛大な措置を願い出るも、新政府軍参謀世良修蔵の横暴に怒り、世良を暗殺して、新政府に対峙する事となった仙台、米沢両藩に呼応し、藩論も周辺の大藩と共に薩長打つべしとの方向に傾く。藩主の命と藩論、そして周辺の奥羽の大藩の圧力の中で葛藤しつつも、元宣自らの責任で奥羽越列藩同盟に署名、藩の武装装備から考えて負け戦と分かりつつ新政府軍と戦うものの、山形藩に戦火が及ぶことは食い止めた。一方で、戦況不利と見た奥羽列藩同盟の雄である仙台伊達藩、米沢上杉藩などは早々に降伏を決め、新政府側との根回しに入った。意図せず取り残された格好となった山形藩は、元宣が謝罪降服のために奔走し、自ら首謀者として名乗り出て、責を一身に負って山形藩地の長源寺で処刑された。当初は武士の名誉として切腹することを望むも、素直に処刑を受け入れたとされる。
処刑に際しては藩内では誰も元宣の斬首をしたがらず、結局藩内でも有数の腕を持つ家臣が嫌々ながらも引き受けたものの、日ごろ尊敬する国家老である元宣に太刀を振ることに緊張し、一刀両断できず、最後は首を据え切りにしたと伝わる。家臣の一人で、戊辰戦争において元宣の指揮のもとで秋田、新庄に転戦した松野尾政右衛門が、元宣を刑場まで馬で先導し、首改めの役を務めさせられた。政右衛門は後日、元宣の末弟元明を養子に迎えている。
元宣本人、父の元永は非常に筆まめで、処刑当日の朝まで日記をつけていたが、それらの記録は散逸して一部しか見つかっていない。処刑後は家名断絶、父の元永に対しては家禄没収の上謹慎、元宣の弟妹は他家預かりとなるなど経済的な辛酸を舐め、その一部は北海道屯田兵として現在の滝川市に移住した。

## 銅像と合祀について
山形藩、すなわち現在の山形市が戦火を免れたのは元宣の功績とされ、豊烈神社に合祀された。明治34年（1901年）は水野元宣の33回忌にあたり、同年3月に旧水野藩士や市民によって趣意書が作成され銅像建立の募金活動が始まり、翌年明治35年9月に豊烈神社境内に陣笠を被り戦陣における指揮者の立ち姿という現在とは異なるデザインで銅像が建立された。令和4年（2022年)に建立された現在の銅像は、戦後建てられた銅像が老朽化したため、クラウドファンディングで資金を集め、再建されたもの。